# Прототрокты
Прототрокты (лат. Prototroctes) — род пресноводных лучепёрых рыб из монотипического семейства Prototroctidae отряда корюшкообразных. Часть систематиков относят его к подсемейству Prototroctinae семейства Retropinnidae. Длина тела от 22 см (Prototroctes oxyrhynchus) до 33 см (Prototroctes maraena). Обитают в Новой Зеландии (Prototroctes oxyrhynchus) и Австралии (Prototroctes maraena). Prototroctes oxyrhynchus считается исчезнувшим после 20-х годов XX века. Prototroctes maraena взят под охрану, а раньше служил объектом спортивной рыбалки.

## Виды
- Prototroctes maraena — Австралийский прототрокт[1]
- † Prototroctes oxyrhynchus — Новозеландский прототрокт